# Cuesta de Haedo
A Cuesta do Haedo é um baixo planalto localizado no oeste do Estado do Rio Grande do Sul. Se estende de Uruguaiana e Alegrete a Santana do Livramento, na fronteira com a República Oriental do Uruguai.

## Características físicas
É um província morfológica que é constituída, em sua maioria, por áreas de campos limpos, pastagens, zonas agrícolas onde se pratica um uso intensivo no verão e campos subarbustivos. Apresenta resquícios do Planalto Basáltico em sua composição rochosas.
A altitude média é de 100 metros, mas chega a cerca de 300 metros em algumas áreas isoladas, como no Cerro do Jarau, em Quaraí, e nos morros que constituem as bordas orientais, como o Cerro Palomas (320m), em Santana do Livramento.
A região abriga as nascentes do Rio Ibirapuitã, que corta Alegrete, além da Área de Proteção Ambiental (APA) do Rio Ibirapuitã, a área de preservação ecológica mais extensa do Estado.
O clima é subtropical, com verões e invernos bastante rigorosos.

## Economia
A principal atividade econômica da região é a agropecuária, mas podemos também encontrar produção de vinhos e comércio de fronteira (free-shops de Rivera, Uruguai).

## Outros dados
Há uma extensão desta região geomorfológica por grande parte do noroeste uruguaio.
A distância da região a Porto Alegre é de, aproximadamente, 500 km.